# بزفيد
بزفيد هي شركة لإعلام الإنترنت تقع في نيويورك سيتي. تصف الشركة نفسها بأنها "شركة أخبار اجتماعية وتسلية" تركز على الإعلام الرقمي والتكنولوجيا الرقمية لتوفير "الأخبار العاجلة الأكثر مشاركة، والتقارير الأصلية، والتسلية، ومقاطع الفيديو. أسس جونا بيريتي وجون س. جونسون الثالث بزفيد في 2006 بصفتها شركة صغيرة لنشر المعلومات كثيرة المشاركة، وركزت على تتبع المحتوى الأكثر مشاركة. بدأ كينيث ليرر، مؤسس ذا هافينجتون بوست ورئيسها، كمؤسس مشارك في بزفيد ومستثمر فيها، ويشغل ليرر الآن منصب الرئيس التنفيذي لها.

## المحتوى
تنتج بزفيد محتوى يومي يشمل عمل قام به العاملون في بزفيد، والمشاركون، وفنانو الرسوم، ومجتمع بزفيد. تُعد القوائم، ومقاطع الفيديو، والاختبارات من أنماط المقالات الشائعة على موقع بزفيد. وفقًا لمجلة نيويورك تايمز ركز بزفيد في البداية على المحتوى الكثير المُشاركة عبر الإنترنت.